# Shayna Baszler
Shayna Andrea Baszler (Sioux Falls, 8 de agosto de 1980) é uma lutadora de artes marciais mistas e luta livre profissional americana. Ela é mais conhecida por seu tempo na WWE, onde foi duas vezes campeã feminina do NXT, possuindo o reinado combinado mais longo, e três vezes campeã de duplas femininas da WWE.
Baszler foi treinada em artes marciais mistas (MMA) pelo ex-lutador do UFC Josh Barnett e em catch wrestling por Billy Robinson. Ela teve sua primeira luta profissional de MMA em 2006 e, posteriormente, ganhou reconhecimento por suas habilidades como grappler de submissão. Baszler foi contratada pelo UFC em 2013 para o reality show The Ultimate Fighter – ela acabou tendo duas lutas profissionais (0–2) na empresa. Em 2015, ela foi cortada do UFC e iniciou sua carreira na luta livre profissional no mesmo ano, sendo treinada novamente por Barnett. Ela tem um recorde de 15 vitórias e 11 derrotas, com 14 vitórias sendo por submissão.

## Histórico em artes marciais e persona
Baszler, uma khun kru (professora) de Muay Thai e praticante de Brazilian jiu-jitsu, queria começar a incorporar o estilo de catch wrestling de Josh Barnett em seu treinamento de MMA. Isso se mostrou um pouco difícil, pois ela não poderia treinar com Barnett no sul da Califórnia. Então,  Barnett escreveu um currículo e gravou um vídeo para ensinar a ela as técnicas e conceitos do catch wrestling passo a passo, além de dar dicas sobre como melhorar suas habilidades verbais. Baszler competiu no Campeonato Mundial Frank Gotch de Catch Wrestling de 2016, na cidade natal de Gotch, Humboldt, Iowa, vencendo a divisão openweight feminina.
Barnett sugeriu que Baszler carregasse uma guitarra elétrica até a jaula para mostrar que ela era extrovertida. Baszler, relutantemente, concordou, e a guitarra se tornou uma característica de sua persona de estrela do rock. Mais tarde, Barnett deu a Baszler o apelido de "The Queen of Spades" devido à sua habilidade em fazer truques de cartas – o apelido relacionado à mágica de cartas também faz referência à sua "mágica de submissões". Baszler se refere a seus fãs como o "Exército da Rainha".

## Carreira nas artes marciais mistas

### The Ultimate Fighter: Team Rousey vs. Team Tate
No ano de 2013, Shayna conseguiu uma vaga para competir no The Ultimate Fighter: Team Rousey vs. Team Tate com uma vitória por armlock sobre a lutadora Collen Schneider. Shayna foi a primeira escolhida para treinar no time liderado por Ronda Rousey. Já no primeiro combate envolvendo as equipes, Baszler foi a escolhida e enfrentou a lutador do Team Tate, Julianna Peña. Julianna venceu por finalização (mata-leão) ainda no primeiro round.

### Ultimate Fighting Championship
Shayna fará iria fazer sua estreia pelo UFC no UFC Fight Night: Bisping vs. Kennedy contra a canadense Sarah Kaufman, porém ela se lesionou e deu lugar a Amanda Nunes.
Baszler então faria sua estreia no UFC 176 contra a brasileira Bethe Correia. No entanto, devido a uma lesão de José Aldo que faria o evento principal, o evento foi cancelado e a luta entre elas foi movida para o UFC 177. Shayna foi derrotada por nocaute técnico no segundo round.
Baszler enfrentou a brasileira Amanda Nunes em 21 de Março de 2015 no UFC Fight Night: Maia vs. LaFlare e foi derrotada por nocaute técnico no primeiro round após se machucar com um chute que levou no joelho.

## Carreira na luta livre profissional

### Circuito independente (2015-2017)
No dia 1º de Março de 2015, no Show de 13º Aniversário da Ring of Honor, Shayna acompanhou ReDRagon ao ringue quando estes defenderiam o Campeonato Mundial de Duplas da ROH.
Depois de treinar com Josh Barnett, Baszler estreou no wrestling profissional em 26 de Setembro de 2015, perdendo para Cheerleader Melissa pela Quintessential Pro Wrestling (QPG). Baszler foi atacada por Nicole Matthews depois da luta, causando uma futura luta entre as duas. Em 30 de Outubro, Baszler derrotou Matthews na primeira luta das duas, mas na segunda luta entre elas, onde só era possível ganhar por nocaute ou submissão, em Janeiro de 2016, Matthews saiu vitoriosa por nocaute após 9 minutos de luta. Em 23 de Janeiro de 2016, em um evento da Magnum Pro Wrestling, Shayna venceu Heather Pantera. Em 17 de Julho, Shayna venceu Ruby Raze e se tornou campeã feminina da Premier no Premier XIII.
Shayna Baszler estreou na Absolute Intense Wrestling (AIW) em abril de 2016, perdendo para Mia Yim. Ela retornou à empresa em Junho, derrotando Veda Scott. Retornou de novo em Agosto, vencendo Annie Social. Em 8 de Setembro, ela derrotou Heidi Lovelace para se tornar a campeã feminina da AIW. Em 5 de Novembro, ela reteve o título contra Britt Baker. Em 10 de Novembro, ela reteve mais uma vez o título, desta vez contra Ray Lyn e Ayzali na Rise Wrestling. Ela defendeu mais uma vez o título contra Lovelace numa revanche em 25 de Novembro e saiu vitoriosa.
Em Junho de 2016, Shayna estreou pela Shimmer Women Athletes, no Volume 81, derrotando Rhia O'Reilly. Ela derrotou Solo Darling no Volume 82, e no Volume 83, ela desafiou Nicole Savoy pelo Heart of Shimmer Championship mas saiu derrotada. Ela venceu Mia Yim mais uma vez no Volume 85. Ela retornou em Novembro fazendo dupla com Mercedes Martinez, perdendo para o Aussie Squad no Volume 86.No Volume 87, ela enfrentou Kay Lee Ray, Heidi Lovelace e Vanessa Kraven numa Luta Fatal 4-Way, vencida por Kraven. No Volume 88, ela perdeu para Shazza McKenzie por desqualificação. No Volume 89, ela perdeu para McKenzie outra vez numa Luta Sem Desqualificação. No Volume 90, ela derrotou Heidi Lovelace mais uma vez.

### World Wonder Ring Stardom (2015, 2017)
Em outubro de 2015, Baszler trabalhou em dois eventos da promoção japonesa World Wonder Ring Stardom, durante sua turnê americana em Covina, Califórnia. No primeiro, ela fez equipe com Brittany Wonder e Datura em uma derrota para o Oedo Tai (Act Yasukawa, Kris Wolf e Kyoko Kimura), e dois dias depois desafiou sem sucesso Cheerleader Melissa pelo GRPW Lady Luck Championship. Ela retornou à promoção em janeiro de 2017, desta vez fazendo uma turnê no Japão. Fez sua estreia em 3 de janeiro, fazendo equipe com Jungle Kyona e Mayu Iwatani para derrotar Kagetsu, Kyoko Kimura e Sumie Sakai. No dia seguinte, ela fez equipe com Nixon Newell e Kay Lee Ray para derrotar Iwatani, Kairi Hojo e Konami. No dia seguinte, ela enfrentou Himomi Mimura e Viper em uma luta triple threat vencida por Viper. Em 15 de janeiro, ela participou de outra luta triple threat, desta vez derrotando Momo Watanabe e Jungle Kyona. Em 29 de janeiro, ela fez equipe com Deonna Purrazzo e Christi Jaynes para derrotar Kagetsu, Kris Wolf e Viper. Em 23 de fevereiro, Baszler desafiou sem sucesso Io Shirai pelo World of Stardom Championship.

### WWE (2017–2025)

#### Campeã Feminina do NXT (2017–2020)

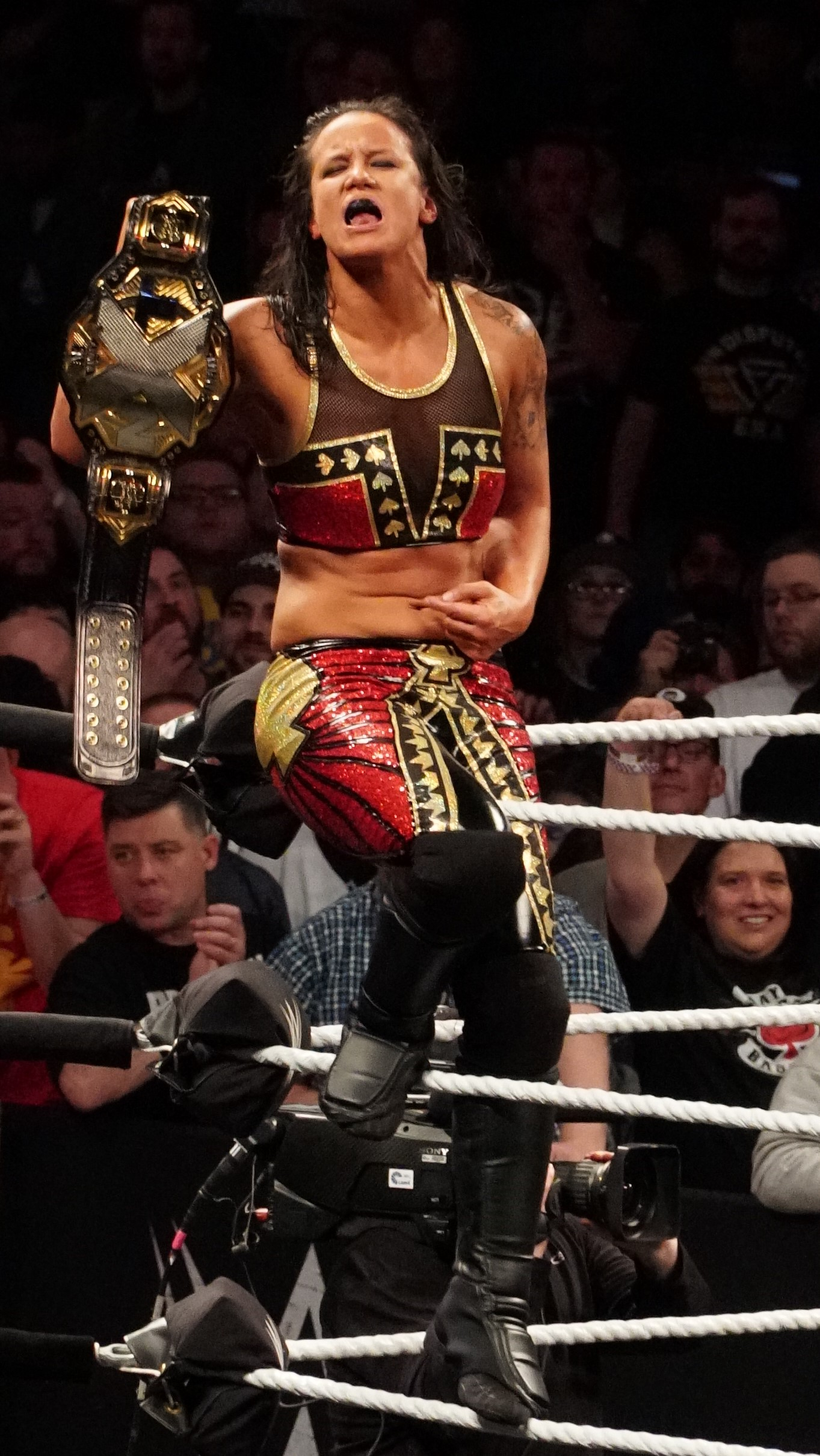
Baszler após conquistar o Campeonato Feminino do NXT em abril de 2018.

Em 13 de Julho de 2017, Shayna Baszler entrou no Mae Young Classic, torneio de Mulheres realizado pela WWE. Shayna chegou até as finais, sendo derrotada por Kairi Sane, ficando assim em segundo lugar.
Ela estreou no NXT em um house show em 10 de Agosto de 2017, fazendo dupla com Billie Kay e Peyton Royce, contra Kairi Sane, Aliyah e Dakota Kai numa luta de trios, com o time de Shayna saindo derrotado. Em 12 de Agosto, ela lutou contra Zeda e depois Taynara Conti em outra luta. Em 3 de Outubro, a WWE anunciou oficialmente que Shayna assinou com a companhia e que começaria a treinar no WWE Performance Center. Na edição do dia 27 de Dezembro de 2017, do NXT, Shayna Baszler fez sua estréia atacando Kairi Sane. No episódio de 10 de janeiro de 2018, Baszler fez a sua estréia em ringue, derrotando Dakota Kai após o árbitro interromper o combate. Depois disso, Baszler continuou a atacar Kai até que a campeã feminina do NXT Ember Moon apareceu para salvá-la. Isso levou a uma luta no NXT TakeOver: Philadelphia em 27 de janeiro, onde Moon derrotou Baszler para reter o título. Baszler recebeu outra oportunidade pelo título de Moon no NXT TakeOver: New Orleans em 7 de abril, onde Baszler derrotou Moon por submissão para conquistar o título. Ela então iniciou uma rivalidade com Nikki Cross, que culminou em uma luta pelo título no NXT TakeOver: Chicago II em 16 de junho, onde Baszler saiu vitoriosa.

## Outras mídias
Baszler fez sua estreia nos videogames da WWE como personagem jogável no WWE 2K19, e retornou no WWE 2K20. Ela também apareceu no WWE 2K22, WWE 2K23, WWE 2K24 e WWE 2K25.

## Vida pessoal
Baszler nasceu e foi criada em Sioux Falls, Dakota do Sul. Ela tem ascendência alemã, húngara e Sioux por parte de pai e ascendência chinesa por parte de mãe. Baszler frequentou a MidAmerica Nazarene University em Olathe, Kansas, onde se formou em estudos religiosos.
Baszler foi uma porta-voz importante no movimento para criar uma comissão atlética de Dakota do Sul para os esportes de combate. Ela uma vez fez um discurso que comoveu o deputado Steve Hickey, que havia rotulado o MMA como o "pornô infantil" dos esportes. Após visitar Baszler na Next Edge Academy of Martial Arts, o local de treinamento de Baszler, assim como de outros lutadores e praticantes de artes marciais mistas, Hickey mudou de opinião sobre o esporte.
Fora dos esportes de combate, Baszler treina a equipe de roller derby de Sioux Falls, chamada Sioux Falls Roller Dollz, e é uma Técnica de Emergência Médica (EMT) certificada.
Baszler também é fã da franquia Warhammer 40.000 e, ocasionalmente, incorpora os designs de certos capítulos de Space Marines em sua vestimenta de ringue.

## Na luta livre
- Movimentos de finalização
  - Kirifuda Clutch (Rear naked choke)
  - Kirifuda Driver (Vertical Suplex seguido de um Rear naked choke)
- Movimentos secundários
  - Armbar
  - Guillotine choke
  - Two of a Kind (Rolling double gutwrench suplex)
  - Vertical Suplex
- Lutadores de quem foi Managers
  - ReDRagon
- Alcunhas
  - "The Queen of Spades"
  - "The Submission Magician"

## Títulos e prêmios

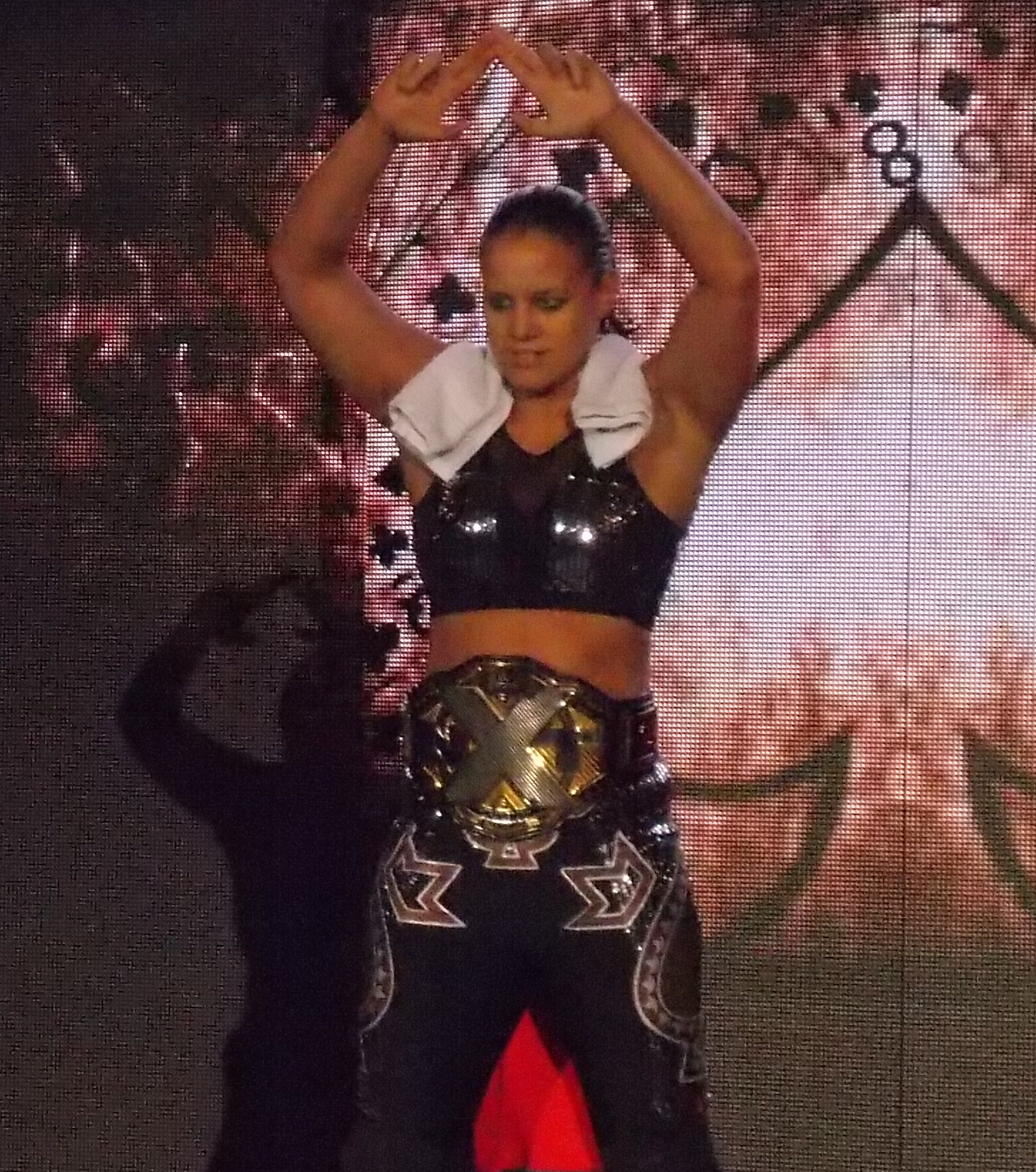
Baszler foi duas vezes campeã feminina do NXT e manteve o título por um total combinado de 549 dias, tornando-se o reinado mais longo na história do título.

### MMA
- Freestyle Cage Fighting
  - FCF Women's Bantamweight Grand PRix Championship (1 vez)
- Invicta FC
  - Fight of the Night (2 vezes) vs. Sara McMann, Alexis Davis
- The Cage Inc.
  - TCI Women's 140 lbs Championship (1 vez, primeira)

### Submission grappling
- Catch Wrestling Alliance
  - Campeã do Campeonato Mundial Frank Gotch de Catch Wrestling 2016 - Openweight Feminino[6]
- International Federation of Associated Wrestling Styles
  - Medalhista de Prata no Campeonato Mundial de Grappling da FILA 2009, Categoria Sênior No-Gi[53]
  - Medalhista de Prata no Campeonato Mundial de Grappling da FILA 2009, Categoria Sênior Gi[54]
- USA Wrestling
  - Medalhista de Ouro nas FILA 2011 World Team Trials, Categoria Sênior No-Gi[55]
  - Medalhista de Ouro nas FILA 2009 World Team Trials, Categoria Sênior Gi[56]
  - Medalhista de Ouro nas FILA 2009 World Team Trials, Categoria Sênior No-Gi[57]
  - Medalhista de Bronze nas FILA 2007 World Team Trials, Categoria Sênior No-Gi[57]

### Na luta livre profissional
- Absolute Intense Wrestling
  - AIW Women's Championship (1 vez, atual)[58]
- DDT Pro-Wrestling
  - Ironman Heavymetalweight Championship (1 vez)[59]
- New Horizon Pro Wrestling
  - IndyGurlz Australian Championship (1 vez, atual)[60][61]
  - Global Conflict Shield Tournament (2017)[62]
- Premier Wrestling
  - Premier Women's Championship (1 vez, atual)[63]
- Pro Wrestling Illustrated
  - A PWI a colocou em 12º das 50 melhores lutadoras individuais na PWI Female 50 em 2017[64]
  - A PWI a colocou em 4° das 100 melhores lutadoras individuais na The PWI 100 Female Wrestlers em 2019

- Quintessential Pro Wrestling
  - QPW Women's Championship (1 vez)[65]
- WWE
  - Campeonato Feminino do NXT (2 vezes)[66]
  - Campeonato de Duplas Femininas da WWE (3 vezes) – com Nia Jax (2) e Ronda Rousey (1)[67][68]
  - NXT Year-End Award (1 vez)
    - Competidora Feminina do Ano (2019)

## Cartel no MMA
| Cartel no MMA   |             |             |
| 25 lutas        | 15 vitórias | 10 derrotas |
| Por nocaute     | 0           | 5           |
| Por finalização | 14          | 3           |
| Por decisão     | 1           | 2           |

| Res.    | Cartel | Oponente          | Método                                   | Evento                                         | Data       | Round | Tempo | Local                        | Notas                                             |
| ------- | ------ | ----------------- | ---------------------------------------- | ---------------------------------------------- | ---------- | ----- | ----- | ---------------------------- | ------------------------------------------------- |
| Derrota | 15-10  | Amanda Nunes      | Nocaute Técnico (chute na perna e socos) | UFC Fight Night: Maia vs. LaFlare              | 21/03/2015 | 1     | 1:56  | Rio de Janeiro               |                                                   |
| Derrota | 15-9   | Bethe Correia     | Nocaute Técnico (socos)                  | UFC 177                                        | 30/08/2014 | 2     | 1:56  | Sacramento, California       | Estréia no UFC.                                   |
| Derrota | 15–8   | Alexis Davis      | Finalização Técnica (mata leão)          | Invicta FC 4                                   | 05/01/2013 | 3     | 0:58  | Kansas City, Kansas          | Luta da Noite.                                    |
| Vitória | 15–7   | Sarah D'Alelio    | Finalização (mata-leão)                  | Invicta FC 3                                   | 06/10/2012 | 2     | 0:37  | Kansas City, Kansas          |                                                   |
| Derrota | 14–7   | Sara McMann       | Decisão (unânime)                        | Invicta FC 2                                   | 28/07/2012 | 3     | 5:00  | Kansas City, Kansas          | Luta da Noite.                                    |
| Vitória | 14–6   | Elaina Maxwell    | Finalização (chave de joelho)            | The Cage Inc.: Battle At The Border 7          | 19/11/2010 | 1     | 4:03  | Hankinson, Dakota do Norte   |                                                   |
| Vitória | 13–6   | Adrienna Jenkins  | Finalização (chave de braço)             | Freestyle Cage Fighting 43                     | 12/06/2010 | 1     | 2:12  | Shawnee, Oklahoma            | Pelo FCF Women's Bantamweight Grand Prix Champion |
| Vitória | 12–6   | Alexis Davis      | Decisão (unânime)                        | Freestyle Cage Fighting 40                     | 27/03/2010 | 3     | 5:00  | Shawnee, Oklahoma            |                                                   |
| Vitória | 11–6   | Megumi Yabushita  | Finalização (twister)                    | Freestyle Cage Fighting 39                     | 30/01/2010 | 1     | 4:50  | Shawnee, Oklahoma            |                                                   |
| Derrota | 10–6   | Sarah Kaufman     | Decisão (unânime)                        | Strikeforce Challengers: Villasenor vs. Cyborg | 19/06/2009 | 3     | 5:00  | Kent, Washington             |                                                   |
| Derrota | 10–5   | Cristiane Justino | Nocaute técnico (socos)                  | EliteXC: Unfinished Business                   | 26/07/2008 | 2     | 2:48  | Stockton, California         |                                                   |
| Vitória | 10–4   | Keiko Tamai       | Finalização (neck crank)                 | ShoXC 6                                        | 05/04/2008 | 1     | 2:05  | Friant, California           |                                                   |
| Vitória | 9–4    | Jennifer Tate     | Finalização (chave de braço)             | ShoXC 3                                        | 26/10/2007 | 1     | 0:44  | Santa Ynez, California       |                                                   |
| Vitória | 8–4    | Jan Finney        | Finalização (chave de braço)             | ShoXC 1                                        | 27/07/2007 | 1     | 2:40  | Santa Ynez, California       |                                                   |
| Vitória | 7–4    | Samantha Anderson | Finalização (kimura)                     | NFF: The Breakout                              | 10/03/2007 | 1     | 1:00  | Minneapolis, Minnesota       |                                                   |
| Derrota | 6–4    | Tara LaRosa       | Nocaute técnico (socoss)                 | BodogFight: Costa Rica                         | 18/02/2007 | 2     | 3:15  | Costa Rica                   |                                                   |
| Vitória | 6–3    | Roxanne Modafferi | Finalização (omoplata)                   | MARS: BodogFight                               | 04/10/2006 | 1     | 1:08  | Tóquio                       |                                                   |
| Derrota | 5–3    | Amanda Buckner    | Nocaute técnico (socos)                  | MFC: USA vs Russia 3                           | 03/06/2006 | 3     | 3:03  | Atlantic City, New Jersey    |                                                   |
| Vitória | 5–2    | Julie Kedzie      | Finalização (chave de braço)             | Freestyle Combat Challenge 22                  | 18/03/2006 | 1     | N/A   | Racine, Wisconsin            |                                                   |
| Derrota | 4–2    | Amanda Buckner    | Finalização (chave de braço)             | Ring of Fire 20: Elite                         | 10/12/2005 | 1     | 4:28  | Castle Rock, Colorado        |                                                   |
| Vitória | 4–1    | Cindy Romero      | Finalização (socoss)                     | UCS: Battle At The Barn 9                      | 07/05/2005 | 1     | N/A   | Rochester, Minnesota         |                                                   |
| Vitória | 3–1    | Heather Lobs      | Finalização (estrangulamento)            | Jungle Madness 2                               | 15/01/2005 | 1     | 1:51  | Minnesota                    |                                                   |
| Derrota | 2–1    | Kelly Kobold      | FInalização (socos)                      | Reality Cage Fighting                          | 15/05/2004 | 2     | 2:20  | South Dakota                 |                                                   |
| Vitória | 2–0    | Christy Zimmerman | Finalização (chave de braço)             | Reality Cage Fighting                          | 14/11/2003 | 1     | N/A   | South Dakota                 |                                                   |
| Vitória | 1–0    | Tina Johnson      | Finalização (chave de braço)             | Reality Cage Fighting                          | 31/10/2003 | 1     | 1:20  | South Dakota, Estados Unidos |                                                   |